# Delfinek pręgoboki
Delfinek pręgoboki, delfin pręgoboki (Stenella coeruleoalba) – gatunek ssaka z rodziny delfinowatych (Delphinidae). Średniej wielkości delfin, żyje w morzach tropikalnych i umiarkowanych. W Morzu Bałtyckim spotykany bardzo rzadko.

## Dane
- Wielkość urodzeniowa: ok. 1 m
- Dojrzałość płciowa samic: ok. 2,2 m
- Dojrzałość płciowa samców: ok. 2,3 m
- Największy znany okaz: 2,6 m przy 156 kg wagi
- Pożywienie: rozmaite mezopelagiczne ryby, głowonogi i skorupiaki
- Zagrożenia: niedostatecznie poznany status; często pada ofiarą przypadkowych połowów.

## Wygląd
Delfinki pręgobokie zawdzięczają swoją nazwę czarnemu paskowi biegnącemu wzdłuż boku w kierunku ogona i równoległemu z nim szaremu rozjaśnieniu na czarnej na grzbiecie skórze. Od pyska do brzucha delfiny te są białe, nie licząc krótkiego, czarnego paska u spodu żuchwy.

## Występowanie
Jako że delfinek pręgoboki żyje w wielkich grupach nawet stu lub więcej osobników, nietrudno je spotkać, mimo że występują dość daleko od brzegu. Na przykład nad Morzem Śródziemnym, na wybrzeżu francuskim, stacje whalewatchingu oferują wycieczki z bardzo wysokim prawdopodobieństwem ich spotykania.
Delfinki pręgobokie źle czują się w delfinariach, gdyż będąc na wolności w stadzie jest ich bardzo wiele i nie są przyzwyczajone do życia w nie tak licznym towarzystwie.